# بار أور (بشت أربابا)
بار أور (بالفارسية: بار آور) هي قرية تقع في إيران في قسم بشت أربابا الريفي. يقدر عدد سكانها بـ 50 نسمة بحسب إحصاء 2016.